# Marco Leto
Marco Leto (Roma, 18 gennaio 1931 – Roma, 21 aprile 2016) è stato un regista, sceneggiatore e direttore del doppiaggio italiano.

## Biografia
Figlio di Guido Leto, capo dell'OVRA (la polizia politica fascista) da 1938 al 1945, Marco Leto esordisce nel cinema negli anni sessanta come aiuto regista di Daniele D'Anza. Ottiene i primi riconoscimenti grazie al film La villeggiatura, del 1973, che gli vale un Nastro d'argento. La pellicola ripercorre la vicenda della fuga dei socialisti Carlo Rosselli ed Emilio Lussu dall'isola di Lipari, dove erano confinati. 
Sua la regia, tra le altre produzioni per la Rai, del film documentario Come uccidere un filosofo (1982), sull'omicidio di Giovanni Gentile per mano dei partigiani.
Dal 2000 al 2008 è membro della redazione della rivista socialista MondOperaio, diretta da Luciano Pellicani.
Con le sue opere Leto ha inteso portare nel piccolo schermo le modalità espressive e le istanze del "cinema democratico".

## Filmografia

### Regista
- La sconfitta di Trotsky – film TV (1967)
- Incidente a Vichy – film TV (1969)
- La resa dei conti – miniserie TV (1969)
- La rivolta dei decabristi – miniserie TV (1970)
- Donnarumma all'assalto – film TV (1972)
- OPLÀ, noi viviamo!, trasmesso il 31 marzo 1972.
- La villeggiatura (1973)
- Il caso Lafarge – miniserie TV (1973)
- Philo Vance – miniserie TV (1974)
- Rosso veneziano – miniserie TV (1976)
- Al piacere di rivederla (1976)
- I vecchi e i giovani – miniserie TV (1978-1979)
- Quaderno proibito – miniserie TV (1980)
- Il nocciolo della questione – miniserie TV (1983)
- L'uscita (1988)
- Una donna spezzata – miniserie TV (1989)
- A proposito di quella strana ragazza (1989)
- L'inchiesta (1991)

### Sceneggiatore
- Un eroe del nostro tempo, regia di Sergio Capogna (1960)
- Violenza segreta, regia di Giorgio Moser (1963)
- La sconfitta di Trotsky – film TV (1967)
- Una pistola per cento bare, regia di Umberto Lenzi (1968)
- I morti non si contano, regia di Rafael Romero Marchent (1968)
- Donnarumma all'assalto – film TV (1972)
- Cari genitori, regia di Enrico Maria Salerno (1973)
- La villeggiatura, regia di Marco Leto (1973)
- Il caso Lafarge – miniserie TV (1973)
- Rosso veneziano – miniserie TV (1976)
- Al piacere di rivederla, regia di Marco Leto (1976)
- I vecchi e i giovani – miniserie TV (1978-1979)
- Quaderno proibito – miniserie TV (1980)
- L'uscita, regia di Marco Leto (1988)
- A proposito di quella strana ragazza, regia di Marco Leto (1989)
- L'inchiesta, regia di Marco Leto (1991)

### Attore
- Tutti innamorati, regia di Giuseppe Orlandini, con la supervisione di Franco Rossi (1959) – non accreditato
- Giovanni Falcone, regia di Giuseppe Ferrara (1993)